# All the Way (Frank Sinatra)
All the Way è una raccolta del crooner statunitense Frank Sinatra, pubblicata nel 1961 dalla Capitol Records.

## Descrizione
All the Way è la quarta compilation di Sinatra, dopo This Is Sinatra!, This Is Sinatra Volume 2 e Look to Your Heart. Il disco non presenta grandi innovazioni, anche la presenza della famosa Witchcraft aiuta molto ad apprezzarlo.
La Capitol pubblicò un'edizione in CD di All the Way nel 1988. L'arrangiatore è lo storico compagno di Sinatra, Nelson Riddle.

## Tracce

### Lato A
1. All the Way – 2:55 (Cahn, Van Heusen)
2. High Hopes – 2:43 (Cahn, Van Heusen)
3. Talk to Me – 3:04 (Snyder, Kahan, Vallee)
4. French Foreign Legion – 2:03 (Schroeder, Wood)
5. To Love and Be Loved – 3:53 (Cahn, Van Heusen)
6. River, Stay 'Way from My Door – 2:39 (Dixon, Woods)

### Lato B
1. Witchcraft – 2:54 (Coleman, Leigh)
2. It's Over, It's Over, It's Over – 2:42 (Dennis, Stanford)
3. Old McDonald Had a Farm – 2:42 (Bergman, Keith, Spence)
4. This Was My Love – 3:28 (Harbert)
5. All My Tomorrows – 3:15 (Cahn, Van Heusen)
6. Sleep Warm – 2:43 (Bergman, Keith, Spence)

## Formazione
- Frank Sinatra - voce
- Nelson Riddle - arrangiamenti